# Cabinet Stolpe I

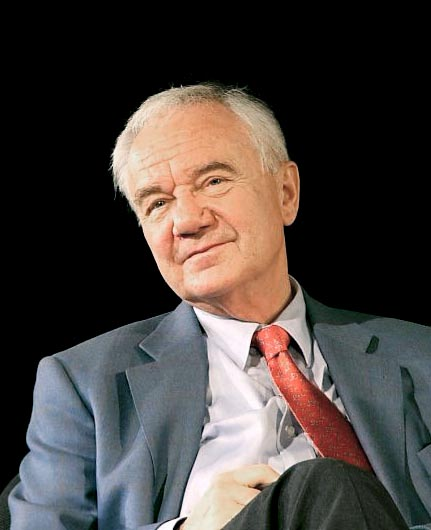
Manfred Stolpe

Le cabinet Stolpe I était le gouvernement du Land du Brandebourg du 1er novembre 1990 au 11 octobre 1994, durant la première législature du Landtag.
Dirigé par le social-démocrate Manfred Stolpe, il était constitué d'une « coalition en feu tricolore » rassemblant le Parti social-démocrate d'Allemagne (SPD), le Parti libéral-démocrate (FDP) et l'Alliance 90 (B90), une première du genre. Il fut formé à la suite des élections régionales de 1990, les premières depuis la suppression du Land en 1952.
Le SPD ayant remporté la majorité absolue aux élections de 1994, il forma seul le cabinet Stolpe II.

## Composition
| Portefeuille                                                                                 | Nom                | Nom                                                                       | Parti                  |
| -------------------------------------------------------------------------------------------- | ------------------ | ------------------------------------------------------------------------- | ---------------------- |
| Ministre-président                                                                           |                    | Manfred Stolpe                                                            | SPD                    |
| Vice-ministre-président Ministre de l'Intérieur                                              |                    | Alwin Ziel                                                                | SPD                    |
| Ministre de l'Économie, des PME et de la Technologie                                         |                    | Walter Hirche                                                             | FDP                    |
| Ministre de l'Éducation, de la Jeunesse et des Sports                                        |                    | Marianne Birthler jusqu'au 29/10/1992 Roland Resch à partir du 16/12/1992 | B90 Grüne (après 1993) |
| Ministre des Finances                                                                        |                    | Klaus-Dieter Kühbacher                                                    | SPD                    |
| Ministre de la Justice Délégué auprès du gouvernement fédéral                                |                    | Hans-Otto Bräutigam                                                       | Aucun                  |
| Ministre du Travail, des Affaires sociales, de la Famille et de la Santé                     |                    | Regine Hildebrandt                                                        | SPD                    |
| Ministre de l'Alimentation, de l'Agriculture et des Forêts                                   |                    | Edwin Zimmermann                                                          | SPD                    |
| Ministre de la Science, de la Recherche et de la Culture                                     |                    | Hinrich Enderlein                                                         | FDP                    |
| Ministre de l'Environnement, de la Protection de la nature et de l'Aménagement du territoire |                    | Matthias Platzeck                                                         | B90                    |
| Ministre de l'Environnement, de la Protection de la nature et de l'Aménagement du territoire | Aucun (Après 1993) | Matthias Platzeck                                                         |                        |
| Ministre des Transports, du Logement et de l'Urbanisme                                       |                    | Jochen Wolf jusqu'au 31/08/1993 Hartmut Meyer du 31/08/1993               | SPD                    |
| Directeur de la chancellerie régionale                                                       |                    | Jürgen Linde                                                              | SPD                    |